# 23 de l'Ossa Major
23 de l'Ossa Major (23 Ursae Majoris) és un estel en la constel·lació de l'Ossa Major de magnitud aparent +3,75. És l'estel més brillant en la constel·lació sense lletra grega de Bayer, per la qual cosa és coneguda pel seu nombre de Flamsteed. S'hi troba a 76 anys llum de distància del Sistema Solar.
Catalogada com una subgeganta blanca-groga de tipus espectral F0IV, 23 Ursae Majoris té una temperatura superficial de 7080 K. Brilla amb una lluminositat 14 vegades major que la del Sol i el seu radi és 2,5 més gran que el radi solar. Temperatura i lluminositat impliquen una massa d'1,75 masses solars, per tant estem davant un estel de la seqüència principal de 1200 milions d'anys i no davant d'un subgegant. Gira sobre si mateixa a una velocitat d'almenys 147 km/s, i el seu període de rotació és igual o inferior a 20,4 hores.
23 Ursae Majoris és una variable Delta Scuti, si bé no existeix cap estudi global sobre aquest tema. Mostra una petita variació en la seva lluentor de 0,02 - 0,07 magnituds, sent el seu període d'aproximadament 2 hores.
23 Ursae Majoris forma un estrella binària amb una company visualment a 23 segons d'arc. D'acord amb la seva magnitud +9,19, és una nana taronja de tipus K7 —probablement similar a 61 Cygni B o Gliese 638— amb una massa aproximada de 0,63 masses solars. La separació observada correspon a una distància mínima de 530 ua entre ambdós estels, amb un període orbital d'almenys 7900 anys.